# Seksten en halv time
|  | Denne artikel er oprettet af botten PalnaBot ud fra en ekstern database. Den kan derfor have sproglige fejl eller mangler. Denne skabelon kan fjernes efter kontrol af indholdet. |

Seksten en halv time er en kortfilm fra 2013 instrueret af Malou Reymann efter eget manuskript.

## Handling
18-årige Anna er på vej til Norge med Oslobåden, da hun bliver bedt om at filme nogle norske fyres polterabend. Pludselig befinder hun sig i en kahyt med gommens bror Christopher på 32, og herfra tager aftenen en uventet drejning. Men Anna har styr på situationen, i hvert fald indtil næste morgen.